# ÖBB Corporate Redesign

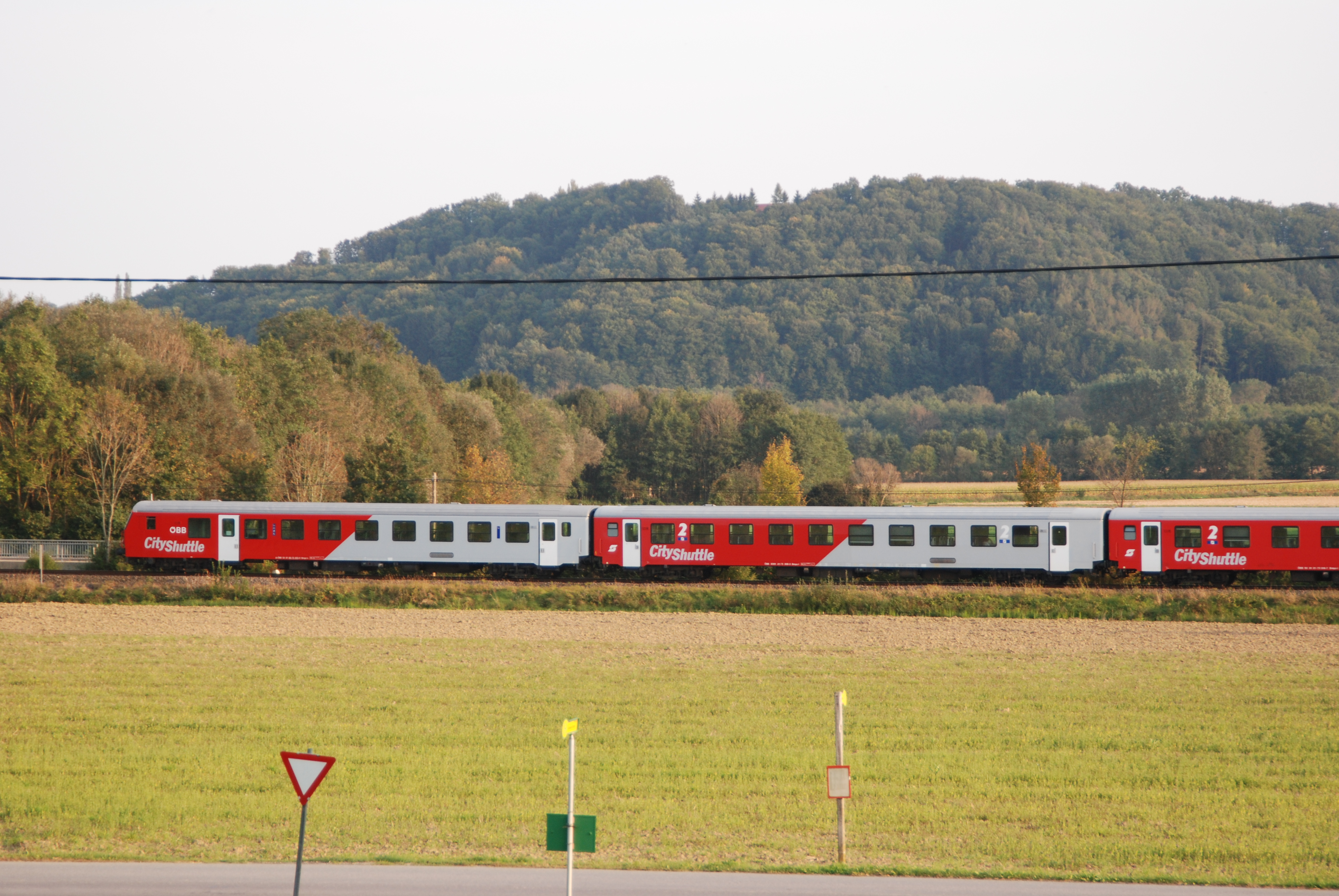
Inlandsreisezugwagen "CityShuttle" der ÖBB im Corporate Redesign.

Das Corporate Redesign (CRD) ist ein Design der Österreichischen Bundesbahnen (ÖBB) für den Nahverkehr, welches seit Mitte der 1990er Jahre bis etwa Mitte der 2010er Jahre auf Personenwagen und Triebwagen Anwendung fand. Es ist auch als Corporate Redesign 2000 (CRD 2000), Schrägdesign oder Nahverkehrsdesign bekannt.
Oftmals wird der Begriff CRD auch synonym für die in jenem Design umgestalteten und zu Wendezügen umgebauten Inlandsreisezugwagen verwendet, welche die ersten Fahrzeuge waren, auf die das Design angewandt wurde.
Das Corporate Redesign löste das Valousek-Design ab, seit 2015 wiederum kommt das Cityjet-Design zur Anwendung.

## Gestaltung
Die Gestaltung zeichnet sich durch das Wegkommen von linear angeordneten Farbstreifen aus, wie sie in Österreich bisher – trotz vereinzeltem Einsatz von weiteren geometrischen Formen – bei Eisenbahnfahrzeugen üblich waren. Das Corporate Redesign sieht eine grundsätzlich zweifarbige Gestaltung in RAL 3020 Verkehrsrot und NCS 2502 Hellgrau vor, wobei die Farbflächen schräg von links unten nach rechts oben in Wagenmitte wechseln. Die Einstiegstüren sind in RAL 9016 Verkehrsweiß gehalten, das Fahrwerk sowie die Umrandung der Stirnfenster in RAL 7022 Umbragrau, das Dach in dunkelgrau. Gleichzeitig wurden mit der Gestaltung kursive Klassenziffern (anstelle von Helvetica Halbfett) sowie der Schriftzug "CityShuttle" eingeführt, wobei diese nur auf den Inlandsreisezugwagen und Doppelstockwagen Anwendung fanden.
Bei Triebwagen wurde diese Farbgestaltung basierend auf die Länge der jeweiligen Wagenteile angepasst: Bei ein- und zweiteiligen Triebwagen (5022, 5047, 5090) ist der hellgraue Teil in Wagenmitte und zwei Schrägen führen jeweils spiegelverkehrt von unten innen nach oben außen zum Fahrzeugende, wobei jeweils der Teil unter den Schrägen verkehrsrot ist. Damit wird ein symmetrisches Aussehen erreicht. Die übrigen Triebwagen (4020, 4023, 4024, 4124) hingegen verfügen über parallele Schrägen, wobei jeweils die Wagenenden verkehrsrot sind.

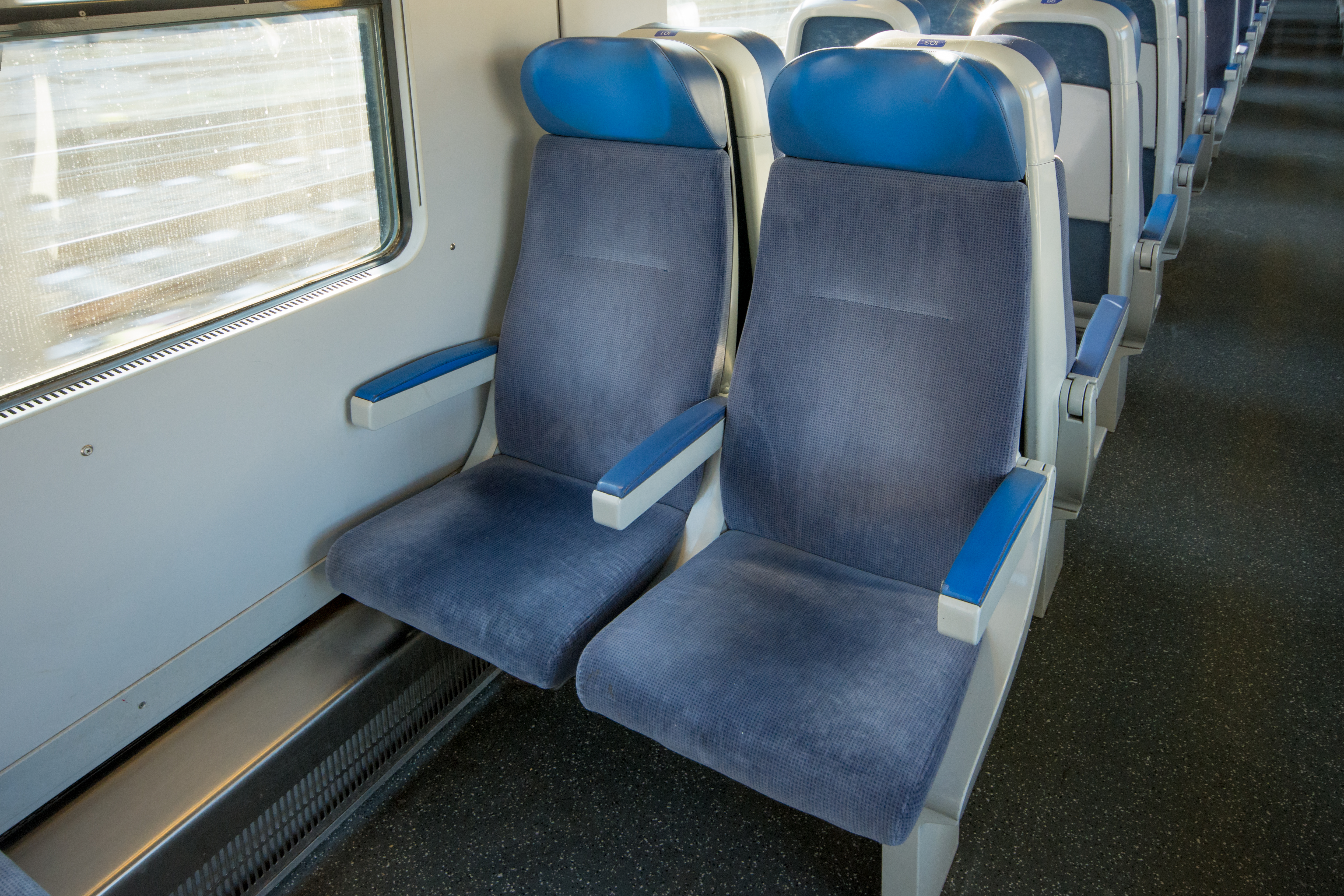
Ursprüngliches Design der Sitze nach Umbau zu Wendezügen in den Inlandsreisezugwagen "CityShuttle"

Im Inneren wurde der Farbwechsel zu einer Kombination aus hellgrau und blau vollzogen: Anstatt von orangen, braunen oder beigen Elementen wurden die Sitze mit blaugrauem Bezug und blauen Kopfstützen gestaltet. Abdeckung an Wänden und Decken wurden in hellen grau gestaltet. Später wurden die Sitze in mit einem dunkleren Blaumuster bzw. -farbton versehen.

## Fahrzeuge im CRD-Schema
Die zwischen 1996 und 2014 beschafften Doppelstock-Wendezüge sowie die Triebwagen Talent (4023, 4024, 4124) und Desiro (5022) sind ab Werk im Schrägdesign ausgeliefert worden. Darüber hinaus wurde eine Reihe von Baureihen umgestaltet.
| Reihe                | Umgestaltung            | Anmerkung                                    |
| -------------------- | ----------------------- | -------------------------------------------- |
| Inlandsreisezugwagen | mit Umbau zu Wendezügen |                                              |
| 26-33/86-33          | ab Werk                 | seit 2019 Umgestaltung ins Cityjet-Design    |
| 4023/4024/4124       | ab Werk                 | Umgestaltung in Cityjet-Design abgeschlossen |
| 5022                 | ab Werk                 | Umgestaltung in Cityjet-Design abgeschlossen |
| 4020                 | ab 2004                 | teilweise Anwendung                          |
| 5047                 | ab 2004                 | teilweise Anwendung                          |
| 5090                 | 2006/2007               | nur zwei Fahrzeuge                           |

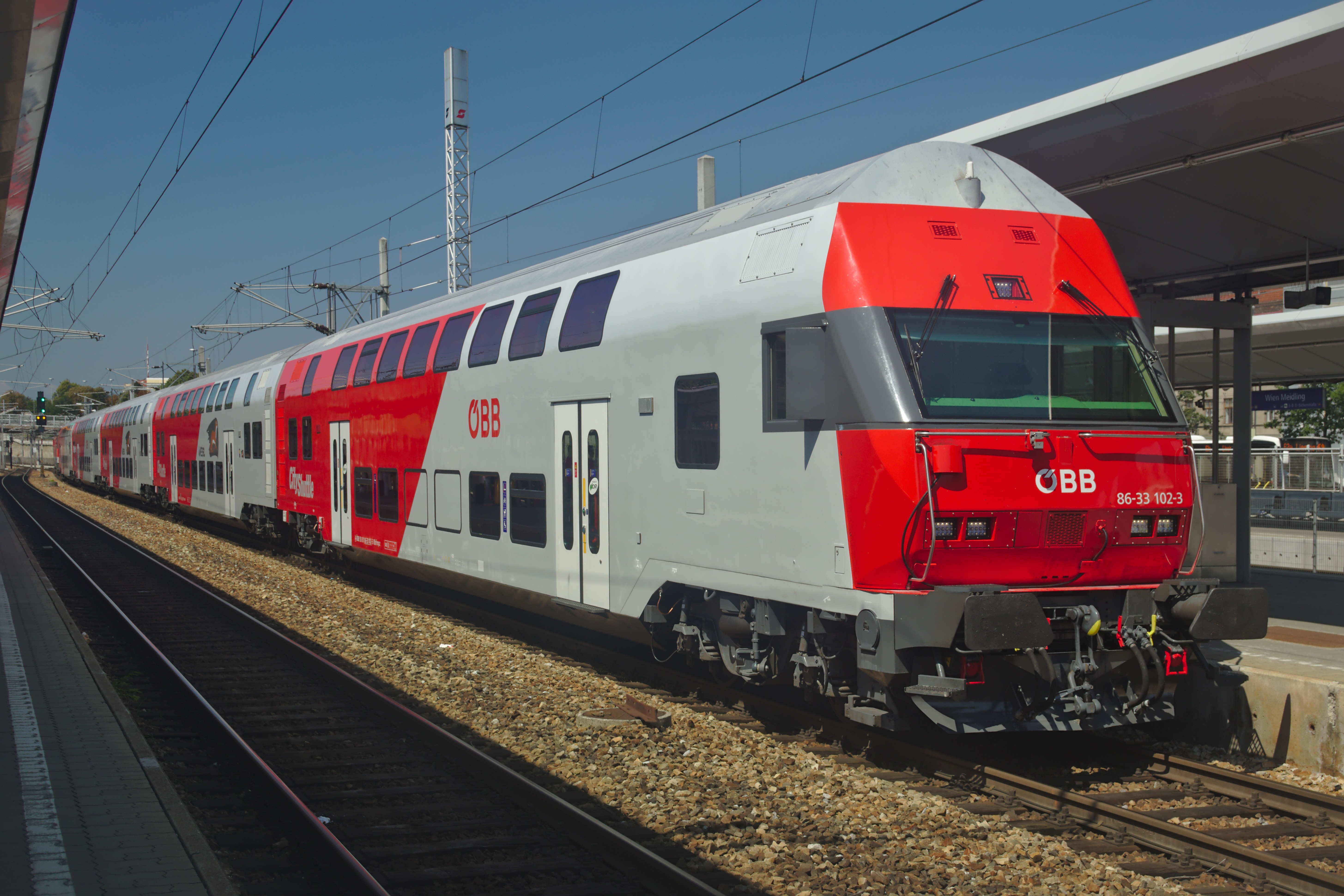
Doppelstock-Wendezug (26-33 bzw. 86-33)
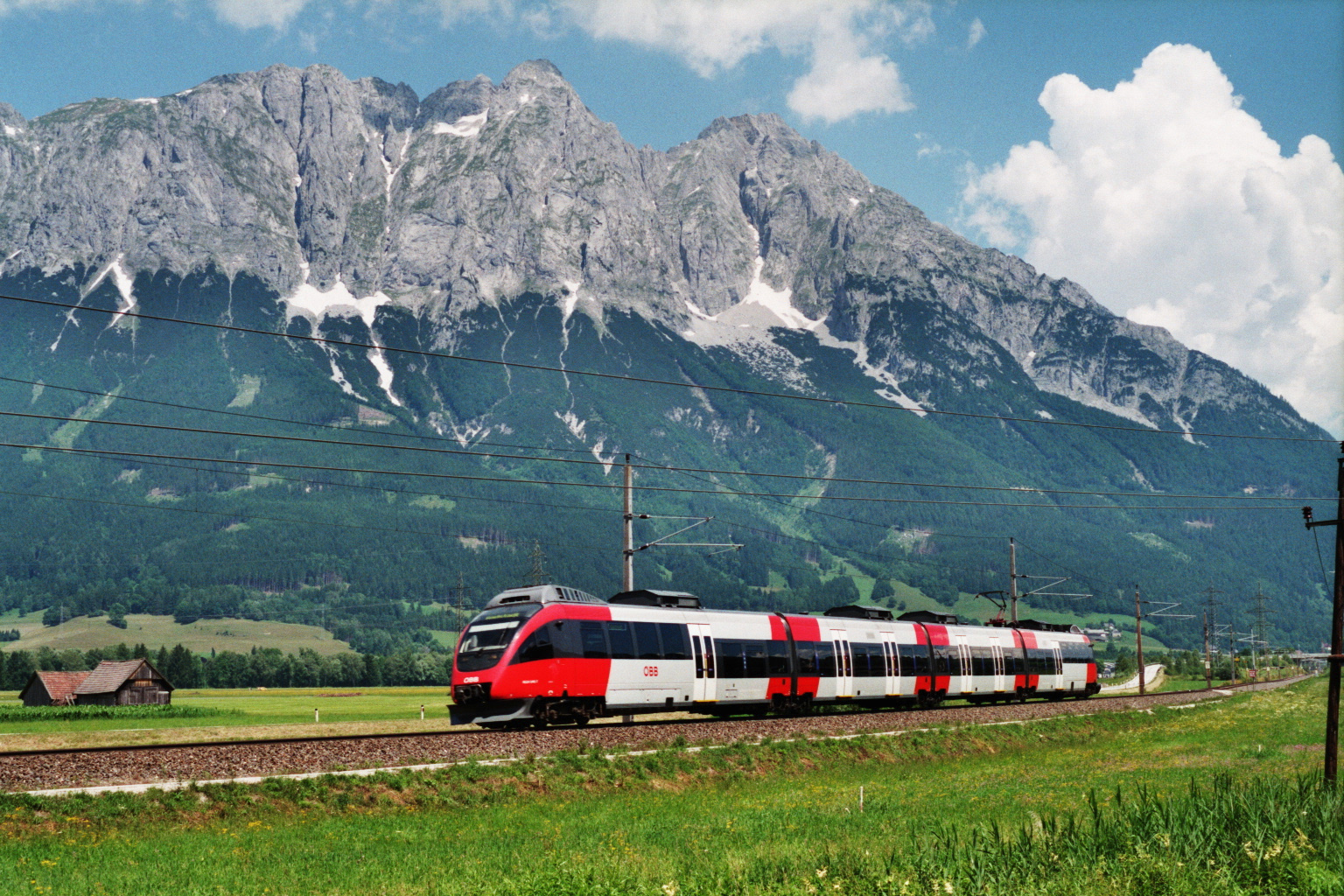
Talent 1 (4024) in CRD-Lackierung
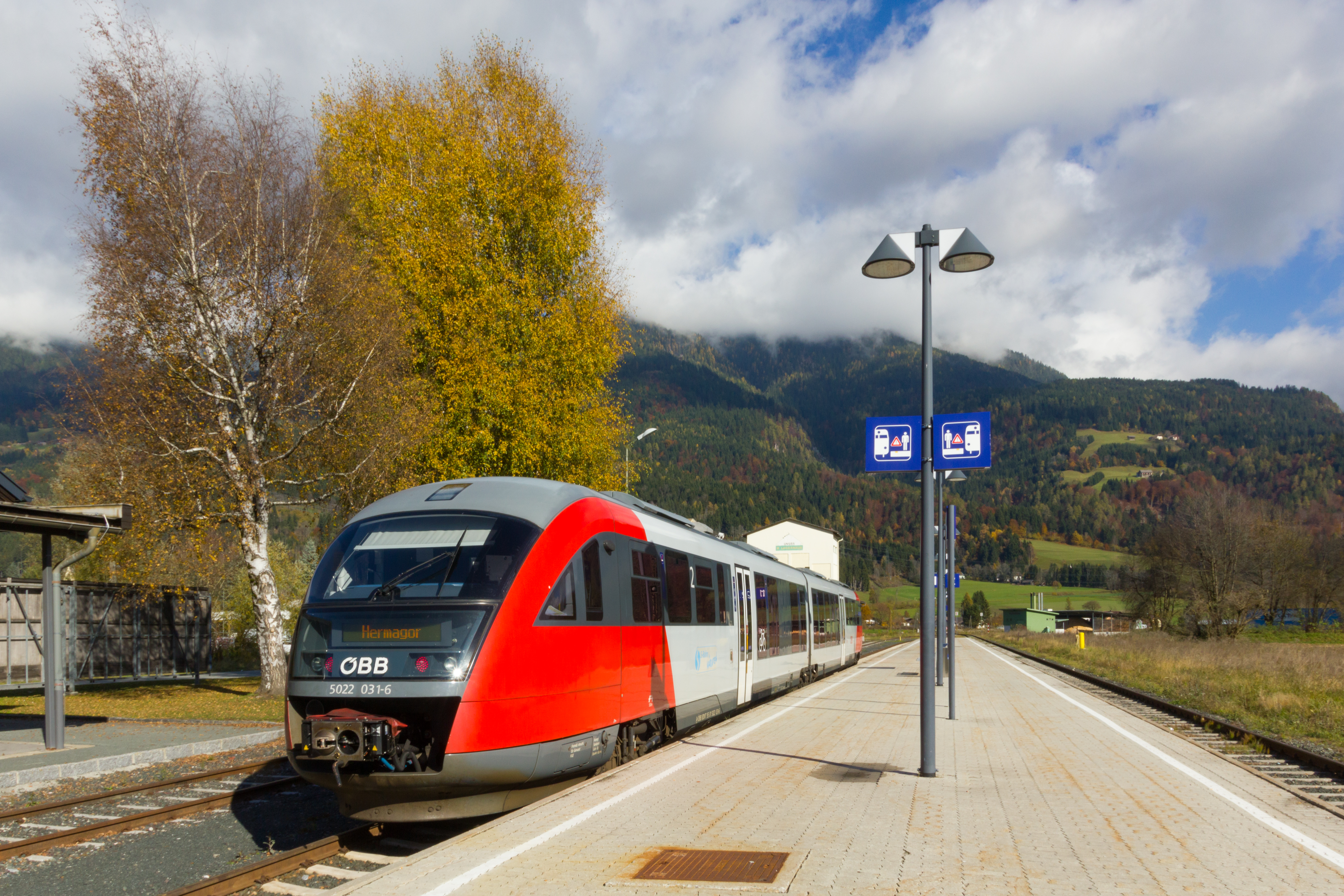
Desiro (5022) in CRD-Lackierung
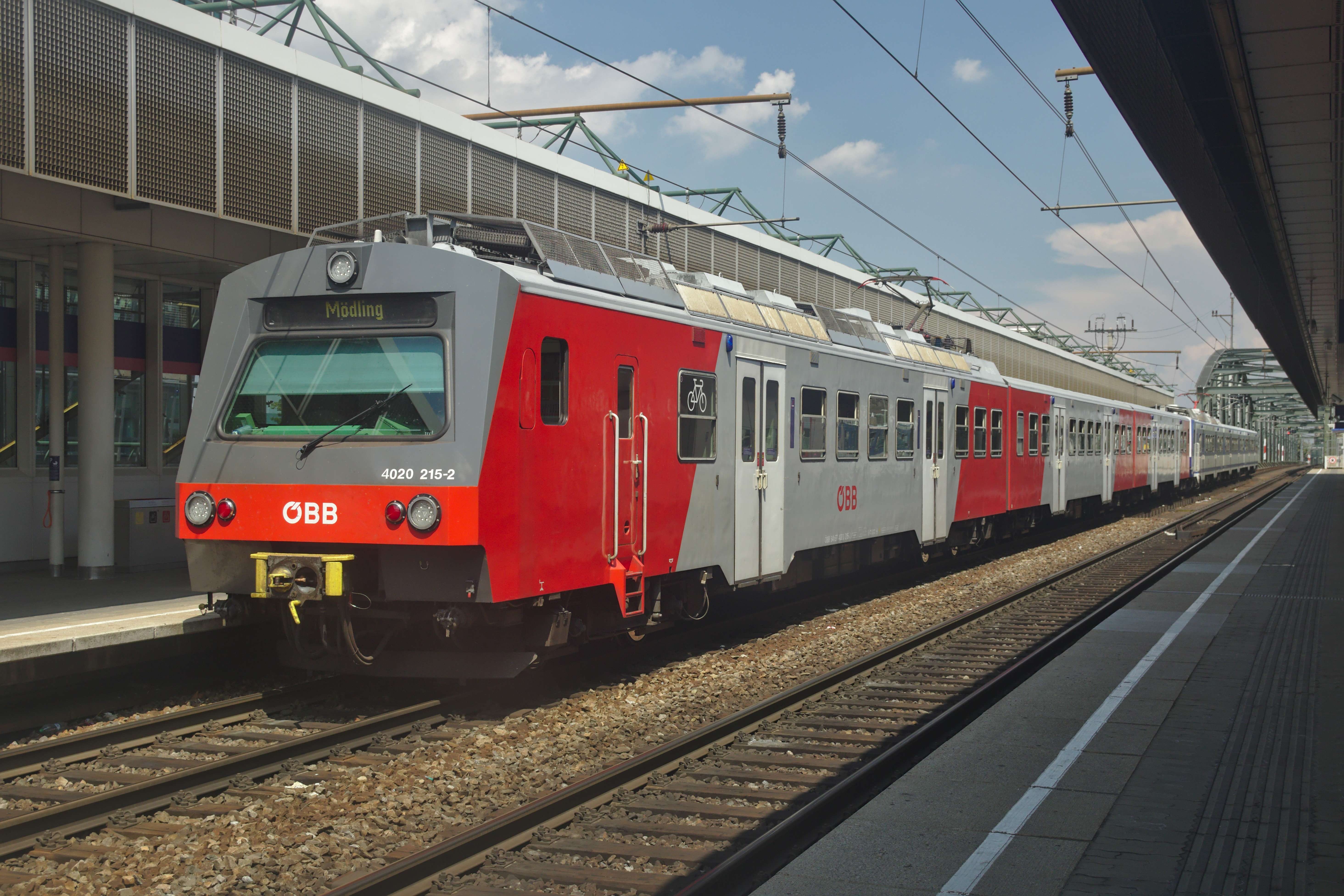
4020 nach Umgestaltung ins CRD-Schema
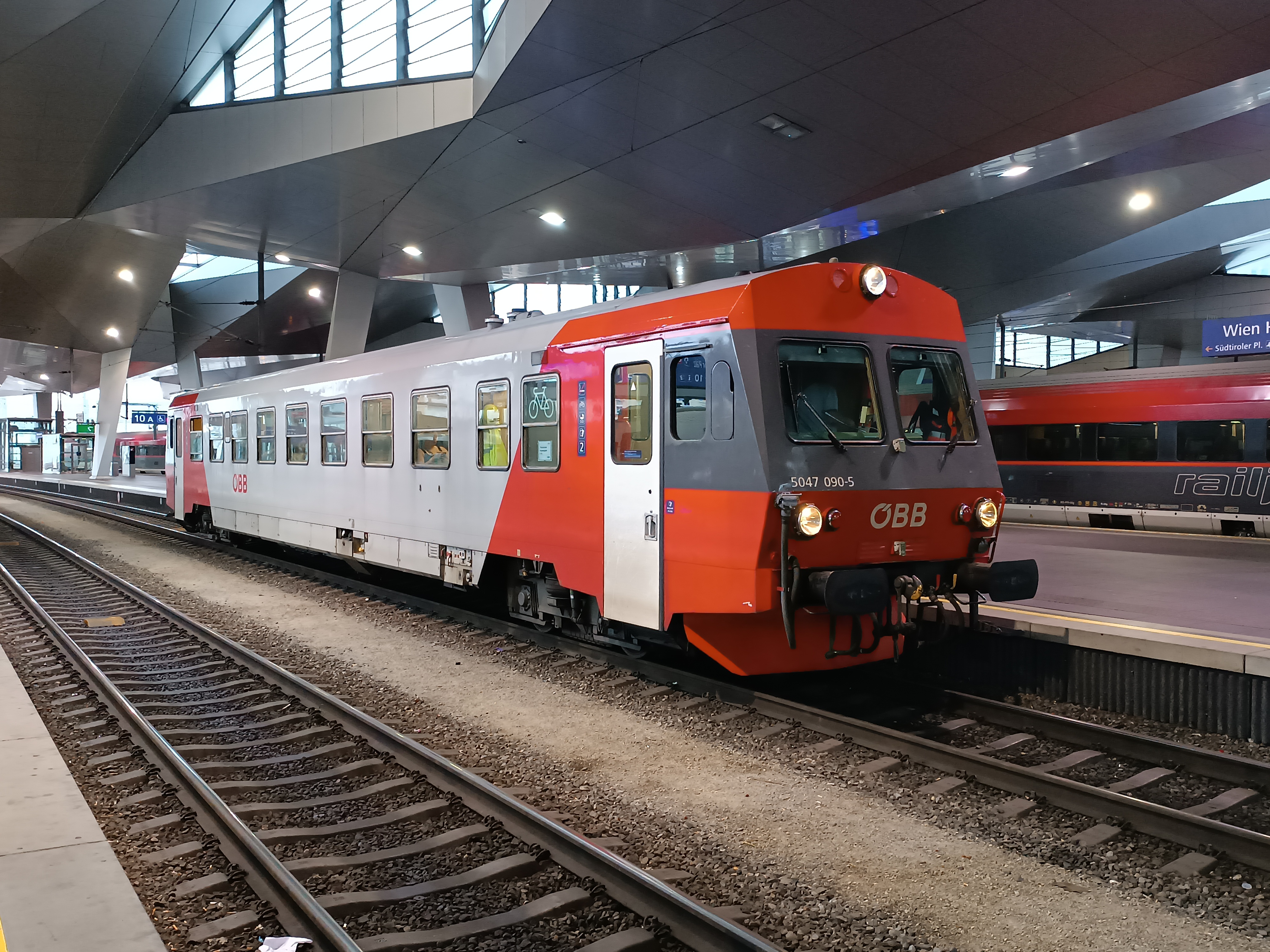
5047 nach Umgestaltung ins CRD-Schema

### Vorgesehene Baureihen im CRD-Schema
Weiters wurden für die Krimmler Bahn bestellten Niederflur-Wendezüge im Corporate Redesign ausgeliefert. Aufgrund der Übernahme der Krimmler Bahn durch das Land Salzburg, kamen diese Fahrzeuge nie im Corporate Redesign zum Einsatz. Für die Triebwagenbaureihen 4744 und 4746 gab es erste Renderings im Schrägdesign, sie wurden allerdings im neuen Cityjet-Design ausgeliefert.